# Mogchok Jampa Tsöndu
Mogchok Jampa Tsöndu, aussi appelé Mogchok Rinpoché Jampa Yéshé, né vers 1887 au Tibet, mort en 1948 à Lhassa au Tibet, est un lama tibétain formé aux écoles Shangpa Kagyu et Gelugpa du bouddhisme tibétain.

## Biographie
Mogchok Jampa Tsöndu étudie à l’université monastique de Drepung où il obtient le titre de Guéshé Lharampa puis entre à l’université tantrique de Gyumé. Il construit un nouveau monastère, Silwa Tsel, sur le Gönpo Ri, l'une des quatre montagnes sacrés du Tibet central, au-dessus du village de Nyetang, à 20 kilomètres de Lhassa et à proximité du monastère Tashi Detchen construit par le 1er Mogchok Rinpoché,  Mogchokpa Rinchèn Tseundru. Ces deux monastères furent détruits durant le révolution culturelle. Silwa Tsel comportait deux statues de 7 mètres de haut représentant Mahakala à six bras et Vajra Yogini ainsi qu'un stupa renfermant les reliques de Jampa Yéshé, et une statue le représentant.
Mogchok Rinpoché devint étudiant de Pabongka Rinpoché, passant alors de la tradition Shangpa Kagyu à la tradition Gelugpa.
Mogchok Rinpoché enseignait le Lamrim au dalaï-lama, alors âgé de 13 ans, quand il est mort. Selon une rumeur, à la demande de Khyenrab Norbu, un médecin et astrologue dont il était proche, Mogchok Rinpoché aurait accepté de mourir à la place du dalaï-lama dont la vie était en danger, selon le médecin-astrologue.
Il fut le lama-racine de Rakra Tethong Rinpoché. 
Mogchok Rinpoché a été reconnu comme étant sa réincarnation.